# Jacques-François Thisse
Jacques-François Thisse (né le 21 avril 1946 à Jemeppe-sur-Meuse) est un professeur belge d'économie à l'Université catholique de Louvain et à l'École nationale des ponts et chaussées. Il a publié plus de 200 articles dans différentes revues internationales (Econometrica, Journal of Economic Theory) qui portent sur de multiples champs disciplinaires : l'économie industrielle, l'économie spatiale, l'économie publique, la théorie des jeux, etc.
À la fin des années 1970, il est l'un des premiers à avoir analysé le fonctionnement des marchés sur lesquels des biens de qualités différentes sont vendus (différenciation des produits). Par la suite, il fut à l'origine de presque toutes les avancées décisives dans ce domaine, notamment en étudiant le comportement des firmes lorsque les choix des consommateurs pour les biens peuvent être représentés sous forme de probabilités (modèle logit). La prise en compte de la différenciation des produits a permis d'enrichir l'analyse de nombreux problèmes étudiés par les autorités publiques : innovation et imitation, politique de la concurrence, croissance économique... Il fut l'un des précurseurs de l'économie spatiale par son analyse de l'agglomération des firmes. Il a reçu de nombreux prix, dont le prix Ernest-John Solvay (prix quinquennal du FNRS) en 2005. En 2014 il est devenu l’économiste le plus central selon les calculs de centralité effectué par le project CollEc.[Quoi ?]

## Quelques articles célèbres
- Price Competition, Quality, and Income Disparities, Journal of Economic Theory, 20 (1979), 340-359 (with J. J. Gabszewicz).
- On Hotelling’s "Stability in Competition", Econometrica, 47 (1979), 1145-1150 (with Cl. d'Aspremont and J. J. Gabszewicz).
- Spatial Competition with a Land Market, Review of Economic Studies, 53 (1986), 819-841 (with M. Fujita).
- On the Optimality of Central Places, Econometrica, 57 (1990), 1101-1019 (with M. Quinzii).
- Competition in Multi-characteristics Spaces: Hotelling Was Almost Right, Journal of Economic Theory, 78 (1998), 76-102 (with A. Irmen).

## Œuvres
- Jacques-Francois Thisse et Henry G. Zoller, Locational Analysis of Public Facilities, Elsevier Science Ltd, 1983, 456 p.  (ISBN 0444864865)
- Richard Schmalensee et Jaques-Francois Thisse, Perceptual Maps and the Optimal Location of New Products, Marketing Science Inst, 1986, pagination non connue  (ISBN 9997059417)
- Simon P. Anderson, Andre De Palma, et Jacques-Francois Thisse, Discrete Choice Theory of Product Differentiation, MIT Press, janvier 1992, 423 p.  (ISBN 026201128X)
- Hisao Nishioka, Hiroshi Ohta, et Jacques-Francois Thisse, Does Economic Space Matter?, Macmillan P., août 1993, 448 p.  (ISBN 0333586476)
- Jacques-Francois Thisse et George Norman, The Economics of Product Differentiation, Edward Elgar Pub, 1994, 760 p.  (ISBN 1852788712)
- Jacques-Francois Thisse, Kenneth John Button et Peter Nijkamp, Location Theory, Edward Elgar Pub, décembre 1996, 1144 p.  (ISBN 1858981085)
- Louis-André Gérard-Varet, Michel Prévôt, et Jacques-François Thisse, Analyse mathématique pour l'économie, Dalloz, Paris, décembre 1997, pagination non connue  (ISBN 2247000657) – le catalogue de la Library of Congress donne 1976 comme date de parution, pour les mêmes références
- Jean Jaskold Gabszewicz et Jacques-Francois Thisse, Microeconomic Theories of Imperfect Competition: Old Problems and New Perspectives, Edward Elgar Pub, mars 1999, 784 p.  (ISBN 1858981468)
- Jean-Marie Huriot et Jacques-Francois Thisse, Economics of Cities: Theoretical Perspectives, Cambridge University Press, février 2000, 468 p.  (ISBN 052164190X)
- Masahisa Fujita et Jacques-François Thisse, Economics of Agglomeration: Cities, Industrial Location, and Regional Growth, Cambridge University Press, mai 2002, 478 p.  (ISBN 0521801389)
- Masahisa Fujita, Jacques-François Thisse, Carl Gaigné, et Bertrand Schmitt, Économie des villes et de la localisation, De Boeck, octobre 2003, 560 p.  (ISBN 2804143384)
- Jacques-François Thisse, Françoise Maurel, Jean-Claude Prager et Jean-Pierre Puig, et Vincent Renard, Villes et économie, La Documentation Française, Paris, avril 2004, 311 p.  (ISBN 2110055693)
- George Norman et Jacques-Francois Thisse, Market Structure and Competition Policy: Game-Theoretic Approaches, Cambridge University Press, mai 2004, 305 p.  (ISBN 052178333X)
- J. Vernon Henderson et Jacques-François Thisse, Handbook Of Regional And Urban Economics: Volume 4: Cities and Geography, North-Holland, juillet 2004, 1082 p.  (ISBN 0444509674)
- Jean-Claude Prager et Jacques-François Thisse, The Unequal Development of Regions, Routledge, 2012